# Artyom
Artyom (tiếng Nga: Артём) là một thành phố Nga. Thành phố này thuộc chủ thể Primorsky Krai. Thành phố có dân số 64.145 người (theo điều tra dân số năm 2002). Đây là thành phố lớn thứ 250 của Nga theo dân số năm 2002. Dân số qua các thời kỳ: